# Cryptocephalus nitidus
Cryptocephalus nitidus  (лат.) — вид листоедов (Chrysomelidae) из подсемейства скрытоглавов (Cryptocephalinae). Распространён в Европе от северной Испании до Волги.